# Sury-près-Léré
Sury-près-Léré é uma comuna francesa na região administrativa do Centro, no departamento Cher. Estende-se por uma área de 17,81 km². Em 2010 a comuna tinha 711 habitantes (densidade: 39,9 hab./km²).